# Pygora bioculata
Pygora bioculata är en skalbaggsart som beskrevs av Leon Fairmaire 1903. Pygora bioculata ingår i släktet Pygora och familjen Cetoniidae. Inga underarter finns listade i Catalogue of Life.